# Желтушка кавказская
Желтушка кавказская (лат. Colias caucasica) — дневная бабочка рода Colias из подсемейства желтушки семейства белянки.

## Описание
Размах крыльев до 50—55 мм.

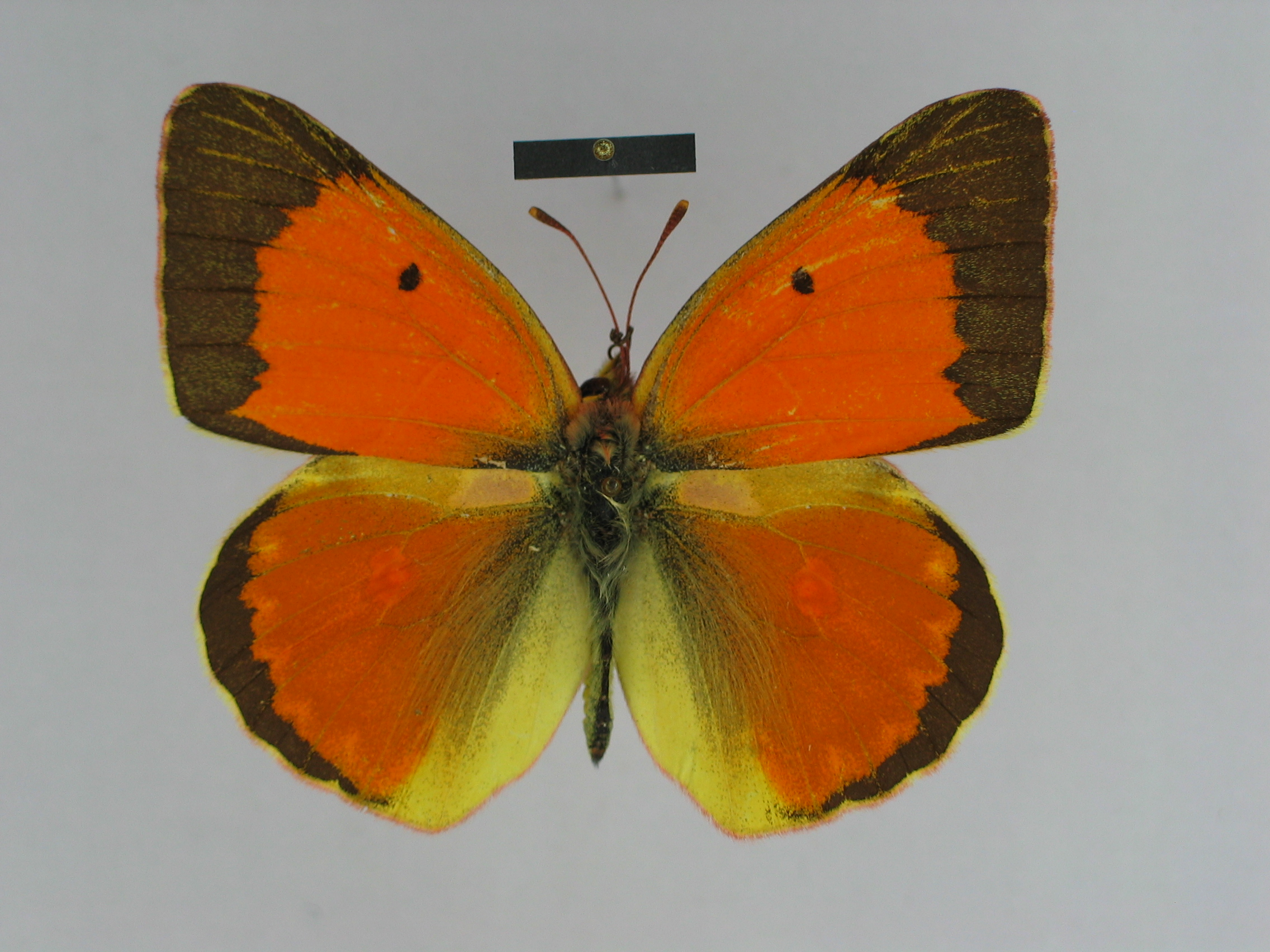
Самец подвида Colias caucasica olga

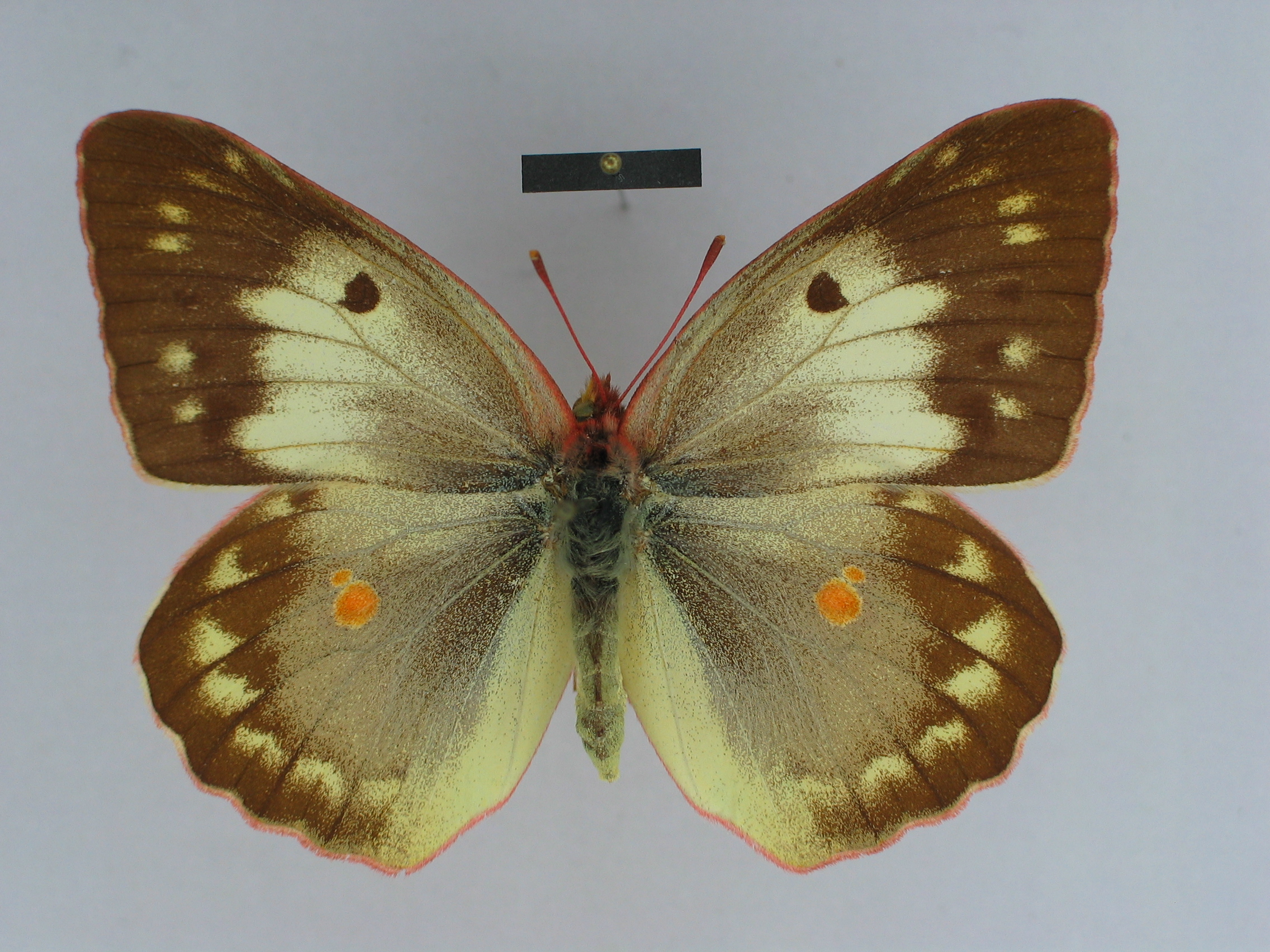
Самка подвида Colias caucasica olga. Светлая форма

- Самец. Длина переднего крыла 25 — 30 мм. Верхняя сторона крыльев ярко-оранжевая. Переднее крыло несёт на себе широкую чёрную кайму, не пересеченной светлыми жилками (у некоторых экземпляров светлые жилки имеются в привершинной области крыла), и округлое чёрное дискальное пятно. Чёрная кайма часто бывает опылена светлыми чешуйками. Оранжевая фоновая часть крыла иногда с фиолетовым отливом. Заднее крыло с более или менее заметным тёмным опылением на всей оранжевой поверхности, за исключением ярко-оранжевого двойного дискального пятна и сплошной, не пересеченной светлыми жилками, краевой каймой. Андрокониальные поля находятся в базальном углу ячейки Sс + R1 — Rs розово-желтые, матовые. Нижняя сторона крыльев ярко-желтая, переднее с чёрным дискальным пятном и мелкими постдискальными пятнами, образующими неполный ряд, идущий параллельный внешнему краю. Центральная область крыла на нижней стороне крыльев ярко-оранжевые. Заднее крыло с серебристым двойным дискальным пятном, каждая часть которого с собственной концентрической ржаво-коричневой оторочкой, и рядом ржаво-коричневых пятен постдискального ряда. По внешнему краю проходит тонкая розовая линия. Бахрома крыльев сверху розовато-желтая, снизу — розовая[3].

- Самка. Длина переднего крыла 25 — 31 мм. Верхняя сторона крыльев ярко-оранжевая, чёрная краевая кайма шире, чем у самца, с светлыми пятнами с размытыми краями. Заднее крыло с интенсивным затемнением по оранжевой поверхности. Нижняя сторона крыльев, такая же как и у самца. Самка формы alba отличается белой, со слабым зеленоватым отливом верхней стороной крыльев. Срединная область переднего крыла белая[3].

## Ареал
Ареал включает западный Кавказ и северо-восточную Турцию. Населяет горные редкие сосновых лесов на высотах 800—1700 м н.у.м. с подлеском из ракитника, участки с ксерофильной растительности в зоне хвойных лесов восточной части Главного Кавказского хребта, Малого Кавказа и Джавахетско-Армянского нагорья.

## Замечания по систематике и распространению
Данный вид неоднократно указывался несколькими авторами для Северо-восточного Кавказа. Заключения исследователей о распространении вида в указанном регионе основывались на неправильном определении Отто Штаудингером таксона Colias aurorina anna (Herhard, 1882) и сведении его в синонимы к виду C. caucasica. Первоначально таксон anna бал описан в качестве подвида Colias aurora. Таким образом указания о распространении данного вида на Северо-восточном Кавказе являются ошибочными, и их следует рассматривать как ссылки на другой вид Colias aurorina anna (Herhard, 1882).

## Биология
В год развивается в одном поколении. Время лёта бабочек июнь — июль.
Кормовое растение гусениц — трагакантовые астрагалы.